# Freifeldaudiometrie
Unter Freifeldaudiometrie oder Schallfeld-Audiometrie versteht man die Prüfung des Hörvermögens mit Tönen oder Sprache über Lautsprecher. Die Freifeldaudiometrie ist ein diagnostisches Verfahren in der Hals-Nasen-Ohren-Heilkunde und ein wichtiges Hilfsmittel für den Hörgeräteakustiker bei der Anpassung von Hörgeräten. Als Verhaltens- und Spielaudiometrie kommt die Freifeldaudiometrie auch bei der Prüfung des Hörvermögens von (Klein-)Kindern zur Anwendung.
Die akustischen Eigenschaften der verwendeten Lautsprecher und des Prüfraumes sind durch Norm geregelt (ISO 8253-2, ISO 8253-3). Die Freifeldaudiometrie erlaubt eine Beurteilung des beidohrigen Hörens unter verschiedenen Bedingungen. Bei der Prüfung mit Sprachmaterial wird häufig gleichzeitig über einen oder zwei Lautsprecher ein Störsignal angeboten, um das Verstehen von Sprache in einer realistischen Hörsituation beurteilen zu können (s. Cocktailparty-Effekt). Dabei kann die Position der Lautsprecher unterschiedlich gewählt werden, um die Auswirkungen auf das Sprachverständnis bei beidohrigem Hören zu prüfen. 
Bekannte Testanordnungen sind z. B. der Döring-Test und der Oldenburger Satztest. 
Durch Prüfung des Sprachgehörs mittels Freifeldaudiometrie mit und ohne Hörgerät bzw. mit einseitiger oder beidseitiger Hörgeräteversorgung kann die Hörgeräteversorgung optimiert und die Effektivität der Hörgeräteversorgung kontrolliert werden. Bei der Hörgeräteversorgung und -überprüfung hat die Freifeldaudiometrie bislang die meiste Verbreitung gefunden.